# Elaphidion nearnsi
Elaphidion nearnsi là một loài bọ cánh cứng trong họ Cerambycidae.